# União dos Patriotas Congoleses
União dos Patriotas Congoleses  (em francês:  Union des Patriotes Congolais, UPC) é um grupo político e milícia em Ituri, no nordeste da República Democrática do Congo, formado no final da Segunda Guerra do Congo. Foi fundado por Thomas Lubanga em 2001  e foi um dos seis grupos que surgiram na região de Ituri, rica em minerais, na fronteira com Uganda, no conflito de Ituri.  A UPC é apoiada e é composta principalmente pelo grupo étnico Hema. 
O que começou como uma luta pelo controle de terras e dos recursos, irrompeu em guerras étnicas à medida que as atrocidades aumentavam e quando as armas de Uganda e de Ruanda se tornaram disponíveis e as unidades do exército ugandense se envolveram. Em fevereiro de 2003, a UPC teria recebido cerca de 15 mil soldados.  A UPC realizou numerosos ataques contra civis e outras violações graves dos direitos humanos na prossecução das suas políticas. 